# De Bruyn (Zeeland)

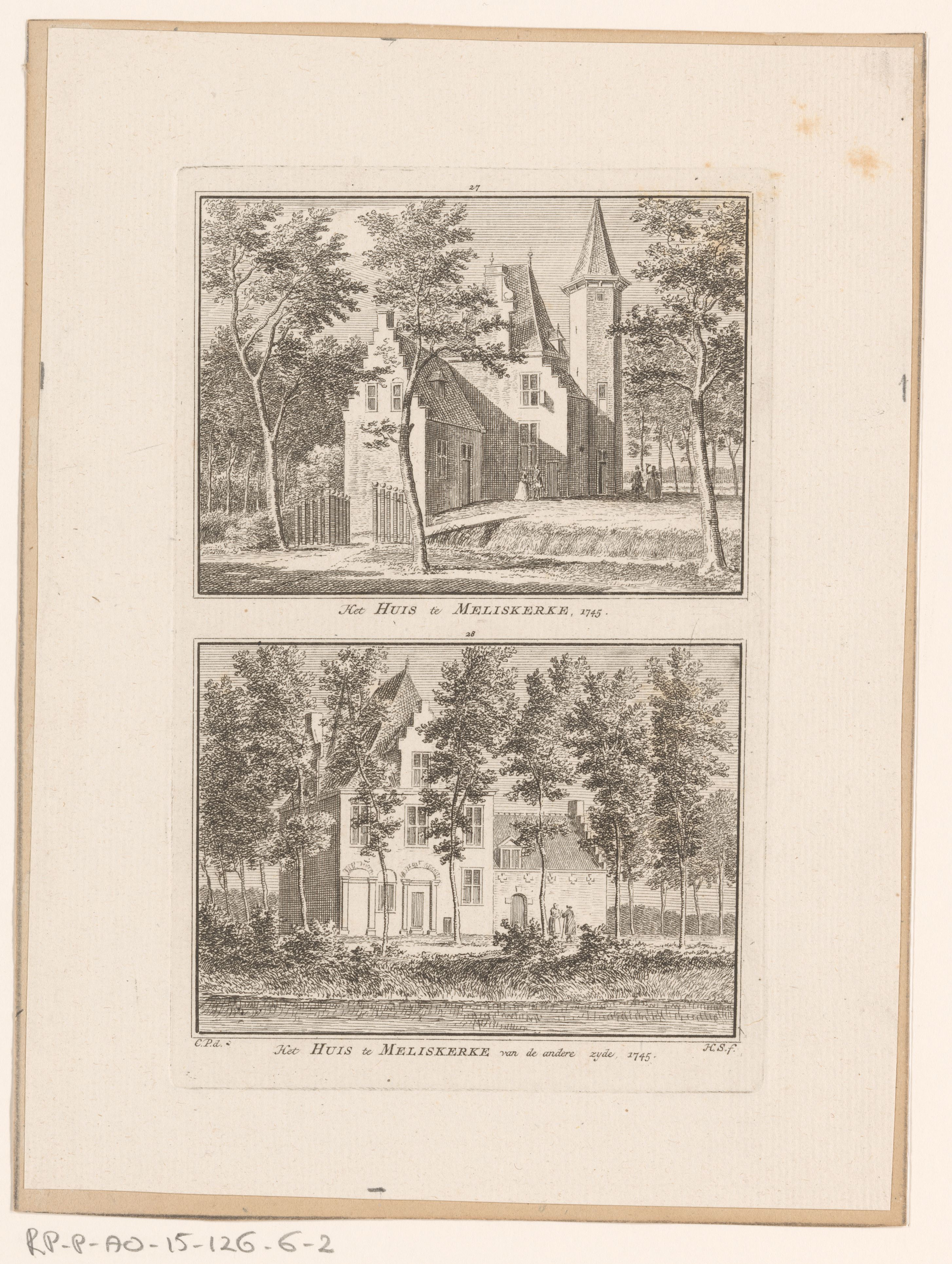
Huis te Meliskerke (1745)

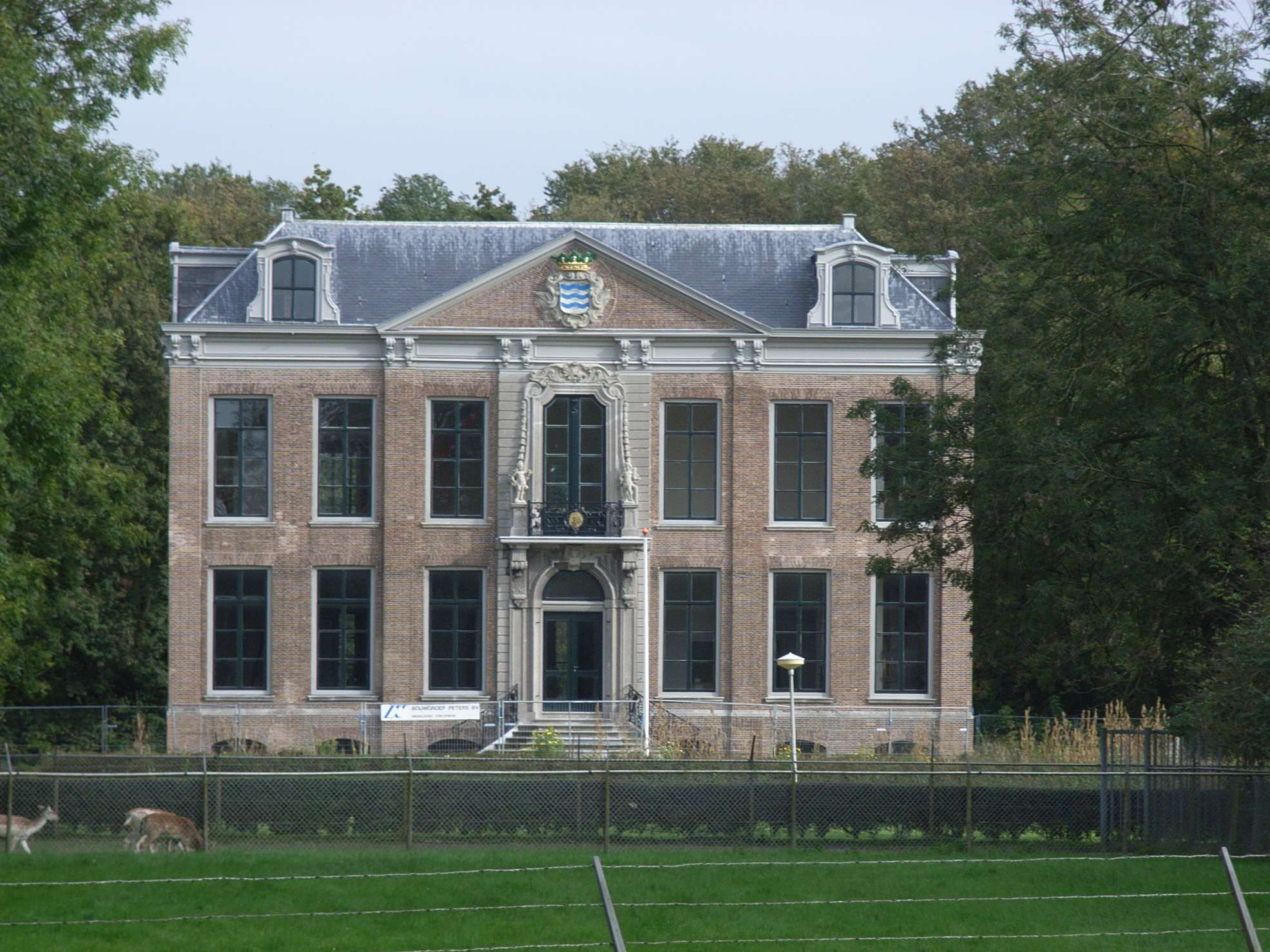
Huis der Boede (2007)

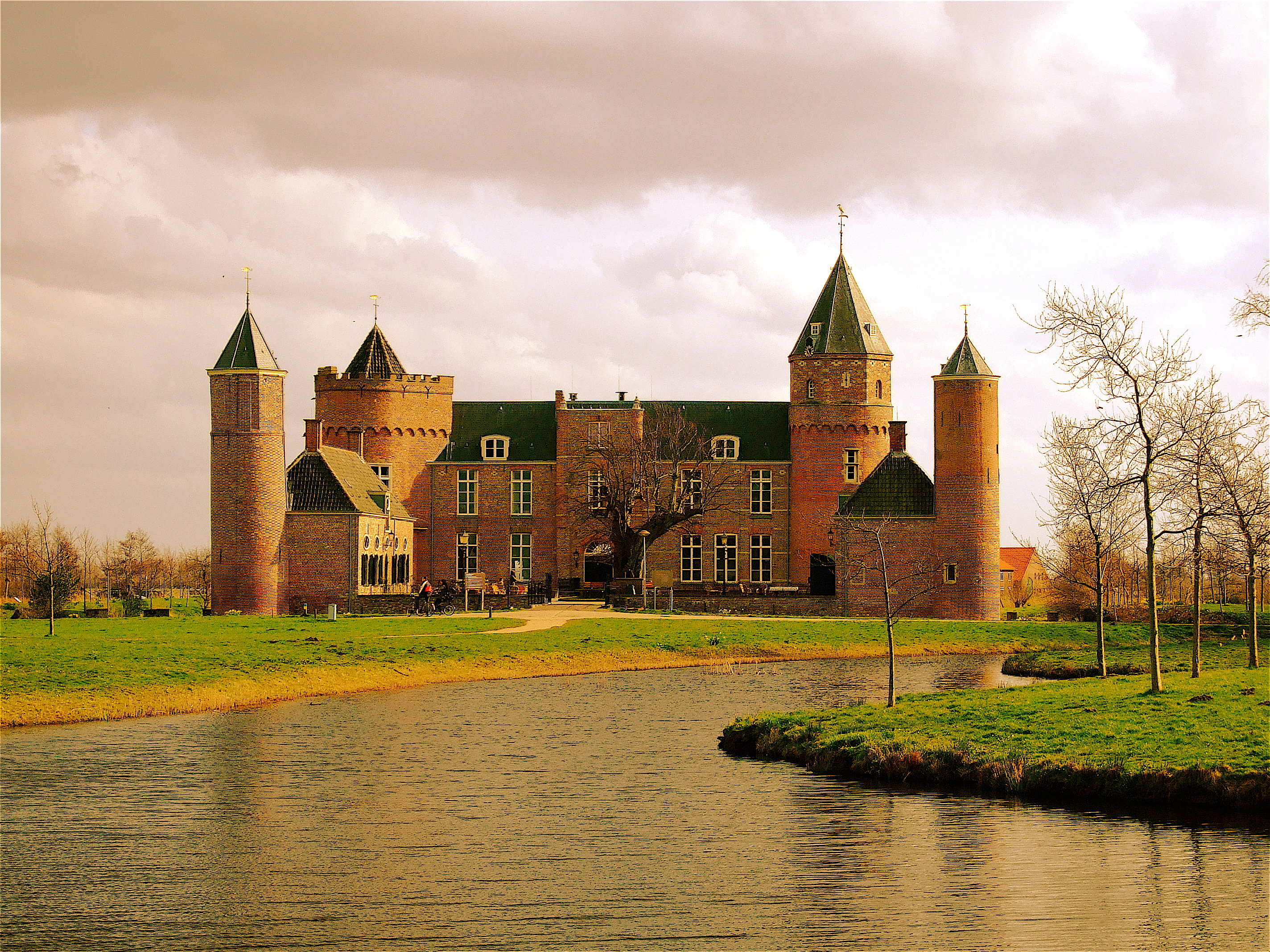
Kasteel Westhove (2008)

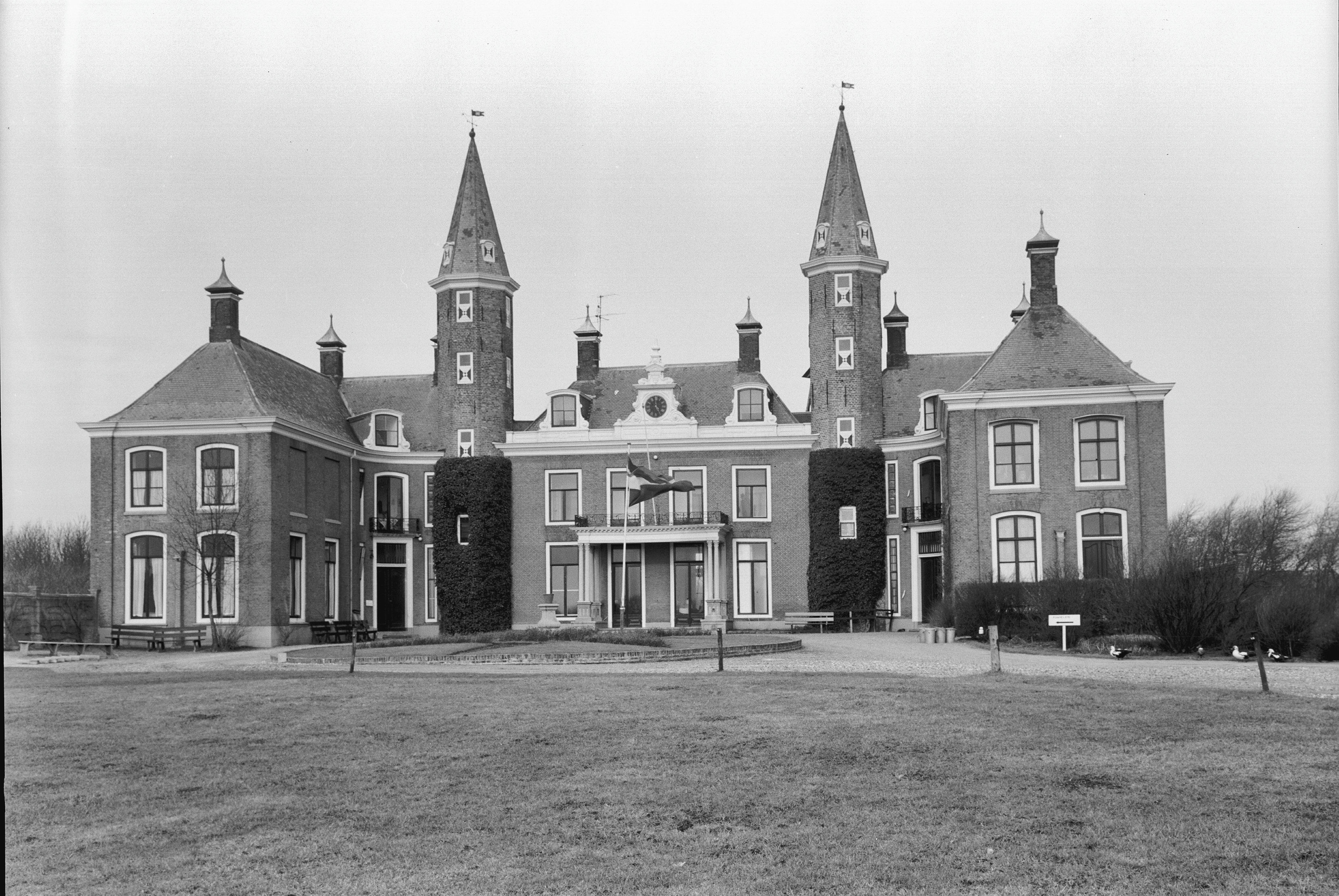
Kasteel Ter Hooge (1964)

De Bruyn (ook: De Bruyn van Melis- en Mariekerke) is een Nederlands geslacht dat vooral bestuurders in de provincie Zeeland leverde.

## Geschiedenis
Een zoon van de stamvader Jan Gerritsz. de Bruyn, Abraham de Bruyn (1662-1732), werd geboren in 's-Gravenhage maar vestigde zich en werd in 1691 poorter van Middelburg. Diens zoon, kleinzoon en achterkleinzoon werden bestuurder in die stad. Telgen werden heer van Meliskerke en Mariekerke, later ook van Der Boede en Westhove. Telgen trouwden met leden van andere Zeeuwse bestuurdersfamilies, en later ook met leden van de Nederlandse adel. Het geslacht werd in 1915 opgenomen in het genealogische naslagwerk Nederland's Patriciaat.

## Enkele telgen
Jan de Bruyn (1699-1743), schepen, raad en thesaurier van Middelburg
- Jacobus Johannes de Bruyn, heer van Melis- en Mariekerke (1731-1799), schepen, raad en thesaurier van Middelburg, bewindhebber der West-Indische Compagnie
  - Johan Cornelis de Bruyn (1770-1830), 2e secretaris van Middelburg
    - Mr. Johan Willem de Bruyn, heer van Melis- en Mariekerke (1815-1862), raadsheer bij het provinciaal gerechtshof van Zeeland; trouwde in 1851 met Maria Jacoba Henriette Lantsheer, vrouwe van Der Boede (1823-1870)
      - Willem Hendrik de Bruyn, heer van Melis- en Mariekerke en Der Boede (1853-1936), burgemeester van Zoutelande en Koudekerke
        - Marie Jacob Hendrik de Bruyn van Melis- en Mariekerke (1891-1964), secretaris van de Hoge Raad van Adel

    - Johan Cornelis de Bruyn (1817-1846)
      - Wilhelmina Johanna de Bruyn, vrouwe van Westhove (1842-1926); trouwde in 1871 met Willem Arnold graaf van Lynden (1836-1913), burgemeester van Koudekerke, lid Provinciale en Gedeputeerde Staten van Zeeland, bewoners en eigenaars van Kasteel Ter Hooge wier familie het kasteel nog steeds bezit

Geslachten die opgenomen zijn in het sinds 1910 verschijnende genealogische naslagwerk Nederland's Patriciaat. Lijst volgens opgave van het CBG Centrum voor familiegeschiedenis.
A · B · C · D · E · F · G · H · I · J · K · L · M · N · O · P · Q · R · S · T · U · V · W · Y · Z